# Голянищево (Нижегородская область)
Голяни́щево — деревня в Вачском районе Нижегородской области. Входит в состав Филинского сельсовета.

## География
Деревня расположена близ реки Оки в 12 км на север от центра поселения села Филинское и в 26 км на запад от райцентра посёлка Вача. 

## История
В писцовых книгах 1629-30 годов отмечено, что дворцовое село Голянищево дано было в вотчину боярину Михаилу Борисовичу Шеину. В то время в селе были 27 дворов крестьянских, 12 дворов бобыльских и 6 дворов пустых. Церкви в Голянищеве по этим писцовым книгам не значачится. В окладных книгах Рязанской епархии 1676 года в селе Голянищеве показана церковь в честь Рождества Пресвятой Богородицы. В конце XIX века в Голянищеве существовала деревянная церковь с колокольней с престолом в честь Рождества Пресвятой Богородицы. Приход состоял из одного села Голянищева, в котором по клировым ведомостям числилось 138 душ мужского и 152 женского пола.
В конце XIX — начале XX века село входило в состав Клинской волости Муромского уезда Владимирской губернии. В 1859 году в селе числилось 34 двора, в 1905 году — 63 двора. 
С 1929 года село входило в состав Клинского сельсовета Вачского района Горьковского края. С 2009 года деревня в составе Филинского сельсовета.

## Население
| 1859 | 1905 |
| ---- | ---- |
| 229  | 295  |

| 1859 | 1905 | 1926 | 1999 | 2002 | 2010 |
| ---- | ---- | ---- | ---- | ---- | ---- |
| 229  | ↗295 | ↗373 | ↘63  | ↘59  | ↘53  |